# Peter Macdissi
Peter Macdissi (* 20. Jahrhundert in Beirut, Libanon) ist ein libanesischer Filmschauspieler und Produzent. Er arbeitet oft mit Filmemacher Alan Ball zusammen.

## Leben
Nach einem Abschluss an der Académie libanaise des beaux-arts (ALBA) in Beirut ging Macdissi nach Europa. Im Alter von 22 Jahren zog es ihn in die Vereinigten Staaten, wo er in Los Angeles das Lee Strasberg Theatre and Film Institute besuchte. Er lebt in Los Angeles.
Macdissi war u. a. in Alan Balls Fernsehserien Six Feet Under und True Blood zu sehen. Außerdem spielte er in dessen Film Unverblümt – Nichts ist privat (2007) mit. Sein langjähriger Lebensgefährte ist der Drehbuchautor Alan Ball.

## Filmografie

### Als Schauspieler
- 1993: The Making of '…And God Spoke'
- 1998: JAG – Im Auftrag der Ehre (Fernsehserie, 1 Episode)
- 1999: Pensacola – Flügel aus Stahl (Fernsehserie, 1 Episode)
- 1999: Three Kings – Es ist schön König zu sein
- 2000: Akte X – Die unheimlichen Fälle des FBI (Fernsehserie, 1 Episode)
- 2001: The Agency – Im Fadenkreuz der C.I.A. (Fernsehserie, 1 Episode)
- 2002: Bad Company – Die Welt ist in guten Händen
- 2003: Tiptoes
- 2003–2005: Six Feet Under – Gestorben wird immer (Fernsehserie, 15 Episoden)
- 2004: Line of Fire (Fernsehserie, 1 Episode)
- 2005: 24 (Fernsehserie, 1 Episode)
- 2007: Unverblümt – Nichts ist privat (Nothing Is Private)
- 2010: The Losers
- 2010: Burning Palms
- 2011: True Blood (Fernsehserie, 3 Episoden)
- 2020: Uncle Frank

### Als Produzent
- 2013–2015: Banshee – Small Town. Big Secrets. (Fernsehserie, Executive Producer)
- 2017: The Immortal Life of Henrietta Lacks (Fernsehfilm, Executive Producer)